# Alti Commissari del Regno Unito in Nuova Zelanda

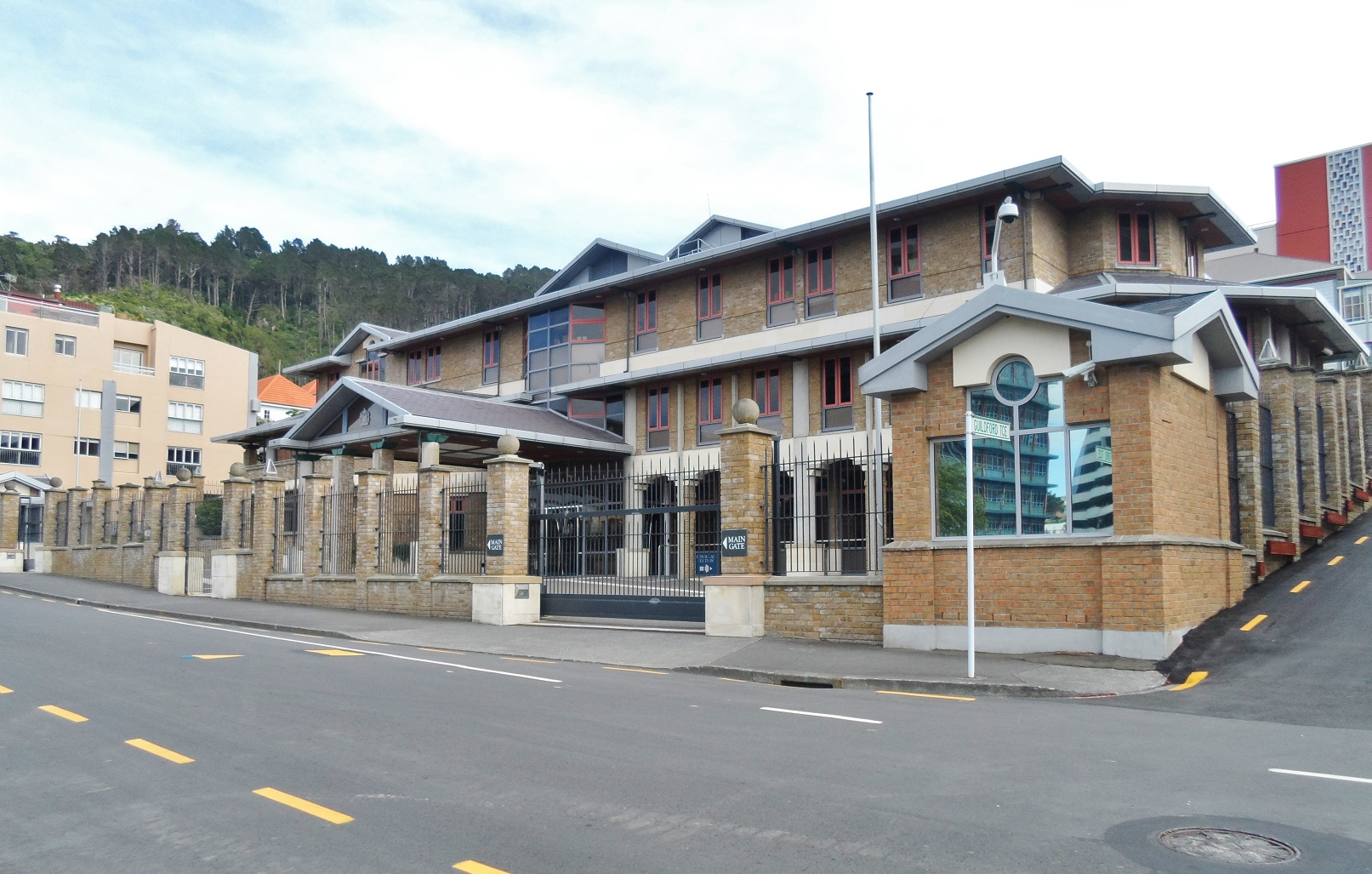
L'Alta Commissione britannica a Wellington

L’Alto Commissario del Regno Unito in Nuova Zelanda è il principale rappresentante diplomatico del Regno Unito in Nuova Zelanda e capo della missione diplomatica del Regno Unito in Nuova Zelanda. Dato che il Regno Unito e la Nuova Zelanda sono membri del Commonwealth delle Nazioni, le loro relazioni diplomatiche sono a livello governativo, piuttosto che tra i capi di stato. Pertanto, i paesi si scambiano alti commissari, piuttosto che ambasciatori.
L'alto commissario britannico in Nuova Zelanda è anche il governatore non residente delle Isole Pitcairn: Henderson, Ducie e Oeno; un territorio d'oltremare britannico e alto commissario non residente nello Stato indipendente di Samoa. Oltre all'Alta Commissione di Wellington, il governo del Regno Unito mantiene un consolato generale ad Auckland.

## Elenco degli Alti Commissari
Le seguenti persone ricoprono l'incarico di Alto Commissario britannico in Nuova Zelanda dal 1939:
- 1939–1945: Sir Harry Batterbee;
- 1945-1949: Sir Patrick Duff;
- 1949-1953: Sir Roy Price;
- 1953-1957: Generale Sir Geoffry Scoones;
- 1957-1959: Sir George Mallaby;
- 1959-1963: Sir Francis Cumming-Bruce;
- 1969-1973: Sir Arthur Galsworthy;
- 1973-1975: Sir David Aubrey Scott;
- 1976-1980: Sir Harold Smedley;
- 1980-1984: Sir Richard Stratton;
- 1984-1987: Terence O'Leary;
- 1987–1990: Robin Byatt;
- 1990–1994: David Moss;
- 1994–1998: Robert Alston;
- 1998–2001: Martin Williams;
- 2001–2006: Richard Fell;[3]
- 2006–2010: George Fergusson;[4]
- 2010–2014: Victoria Treadell;[5]
- 2014–2017: Jonathan Sinclair;[6]
- 2018– in carica: Laura Clarke.[7]